# Mythodea
『Mythodea』は、ヴァンゲリスのアルバム及びDVDビデオソフトの題名。

## 収録曲
1. イントロダクション (2:45)
2. ムーヴメント1 (5:40)
3. ムーヴメント2 (5:39)
4. ムーヴメント3 (5:50)
5. ムーヴメント4 (13:42)
6. ムーヴメント5 (6:35)
7. ムーヴメント6 (6:27)
8. ムーヴメント7 (4:56)
9. ムーヴメント8 (3:06)
10. ムーヴメント9 (5:02)
11. ムーヴメント10 (3:01)

## 題名
本アルバムの原題は「MYTHODEA」（全て大文字）で、日本国内盤もこの原題表記を使用している。ベストアルバム「オデッセイ～ザ・ベスト・コレクション」(日本国内盤)でムーヴメント1が収録された時、及びAll Music Guideでは「Mythodea」と表記されている。これは、ヴァンゲリスがこの題名をアルファベット以外の文字で表記しないよう主張したためとされている。

## 概要
2001年のNASAの火星探検プロジェクト「2001マーズ・オデッセイ」のテーマ音楽。キャスリーン・バトルやジェシー・ノーマンが参加しており、後述のDVDライブにも出演している。

## DVD
2001年6月28日にギリシャ・アテネのゼウス神殿（Temple of Zeus）で開催されたイベントを収録したライブDVDビデオソフトがリリースされている。日本では「MYTHODEA～ミュージック・フォー・ザ・NASA ミッション:2001 マーズ・オデッセイ」という題名で発売された。
冒頭で天文物理学者のスコット・ボルトン（Scott Bolton）による解説がなされ、その後夕闇の会場で、満員の観客が見つめるステージにヴァンゲリスが登場、暗闇の中に照明で浮かび上がった神殿の建物をバックにして、オーケストラやコーラス隊とともに演奏を展開する、という内容。アンコールとして「炎のランナー」の1曲目「タイトルズ」がオーケストラの伴奏付きで演奏された。
- 指揮=ブレイク・ニーリー（Blake Neely）
- 伴奏=ロンドン・メトロポリタン・オーケストラ（The London Metropolitan Orchestra）/Seistron & Typana Percussion Ensembles
- 合唱=ギリシャ国立歌劇場合唱団（The National Opera of Greece Choir）
- 歌唱=キャスリーン・バトル/ジェシー・ノーマン
- 収録時間=76分
- 音声=PCMステレオ/5.1ドルビーデジタル